# رجاوي فلسطيني (أغنية)
رجاوي فلسطيني هي أغنية أصدرها جمهور الرجاء الرياضي المغربي سنة 2019 لمساندة الشعب الفلسطيني والمطالبة بالحرية لفلسطين والقدس.

## خلفية
تزامنا مع الاحتفالات بيوم الأرض، أطلقت جماهير فريق الرجاء الرياضي أغنية «رجاوي فلسطيني» لدعم القضية الفلسطينية.
الأغنية الجديدة، تأتي بعد أغنية «في بلادي ظلموني» التي أصبحت أيقونة الأغنيات الثورية بالعالم العربي.، 

## كلمات الأغنية
|  | قالب {{رجاوي فلسطيني (أغنية)}} مستغنى عنه. استعمل {{أبيات}} بدلا منه. |

الكلمات الأصلية بالدارجة المغربية ( معناها العربي الفصيح )
|  | قالب {{رجاوي فلسطيني (أغنية)}} مستغنى عنه. استعمل {{أبيات}} بدلا منه. |

يالي عليك القلب حزين ( يا من القلب عليها حزين )
|  | قالب {{رجاوي فلسطيني (أغنية)}} مستغنى عنه. استعمل {{أبيات}} بدلا منه. |

وهادي سنين (ومنذ سنين )
|  | قالب {{رجاوي فلسطيني (أغنية)}} مستغنى عنه. استعمل {{أبيات}} بدلا منه. |

تدمع العين ( والعين تدمع )
|  | قالب {{رجاوي فلسطيني (أغنية)}} مستغنى عنه. استعمل {{أبيات}} بدلا منه. |

لحبيبة يا فلسطين ( الحبيبة يا فلسطين )
|  | قالب {{رجاوي فلسطيني (أغنية)}} مستغنى عنه. استعمل {{أبيات}} بدلا منه. |

آه يا وين العرب نايمين ( آه يا وين العرب نائمون )
|  | قالب {{رجاوي فلسطيني (أغنية)}} مستغنى عنه. استعمل {{أبيات}} بدلا منه. |

آه يا زينة البلدان، قاومي ( آه يا زينة البلدان، قاومي )
|  | قالب {{رجاوي فلسطيني (أغنية)}} مستغنى عنه. استعمل {{أبيات}} بدلا منه. |

ربي يحميك ( ربي يحميك )
|  | قالب {{رجاوي فلسطيني (أغنية)}} مستغنى عنه. استعمل {{أبيات}} بدلا منه. |

من ظلم الإخوة العديان ( من ظلم الإخوة الأعداء )
|  | قالب {{رجاوي فلسطيني (أغنية)}} مستغنى عنه. استعمل {{أبيات}} بدلا منه. |

وليهود لي طامعين فيك ( واليهود الذين يطمعون فيك )
|  | قالب {{رجاوي فلسطيني (أغنية)}} مستغنى عنه. استعمل {{أبيات}} بدلا منه. |

مانسمح فيك ياغزة ( لن نسمح فيك يا غزة )
|  | قالب {{رجاوي فلسطيني (أغنية)}} مستغنى عنه. استعمل {{أبيات}} بدلا منه. |

مالكري عليا بعيدة ( بالرغم من بُعدكِ علينا )
|  | قالب {{رجاوي فلسطيني (أغنية)}} مستغنى عنه. استعمل {{أبيات}} بدلا منه. |

يارفح وراما الله ( يا رفح ويا رام الله )
|  | قالب {{رجاوي فلسطيني (أغنية)}} مستغنى عنه. استعمل {{أبيات}} بدلا منه. |

أمتنا راها مريضة ( أُمّتُنا مريضة )
|  | قالب {{رجاوي فلسطيني (أغنية)}} مستغنى عنه. استعمل {{أبيات}} بدلا منه. |

مرضوها بالمشاكيل ( أمرضوها بالمشاكل )
|  | قالب {{رجاوي فلسطيني (أغنية)}} مستغنى عنه. استعمل {{أبيات}} بدلا منه. |

وفساد الحكومات ( وفساد الحكومات )
|  | قالب {{رجاوي فلسطيني (أغنية)}} مستغنى عنه. استعمل {{أبيات}} بدلا منه. |

والعربي عايش فالويل ( والعربي يعيش في الويل  )
|  | قالب {{رجاوي فلسطيني (أغنية)}} مستغنى عنه. استعمل {{أبيات}} بدلا منه. |

مستقبل كلو ظلومات ( مستقبل كُلّه ظلمات )
|  | قالب {{رجاوي فلسطيني (أغنية)}} مستغنى عنه. استعمل {{أبيات}} بدلا منه. |

والرجاوي صوت الشعوب المقهورة ( والرجاوي صوت الشعوب المقهورة )
|  | قالب {{رجاوي فلسطيني (أغنية)}} مستغنى عنه. استعمل {{أبيات}} بدلا منه. |

لي ماتسمعو ( الذين لم يُسمع صوتهم )
|  | قالب {{رجاوي فلسطيني (أغنية)}} مستغنى عنه. استعمل {{أبيات}} بدلا منه. |

عايقين ليكم بالملعوب ( نعلمُ ألاعيبكم )
|  | قالب {{رجاوي فلسطيني (أغنية)}} مستغنى عنه. استعمل {{أبيات}} بدلا منه. |

حيت نسورا جامي نركعو ( لأنّنا نسورٌ لا نركع )
|  | قالب {{رجاوي فلسطيني (أغنية)}} مستغنى عنه. استعمل {{أبيات}} بدلا منه. |

إلا لرب العالمين مولانا يامول الكون ( إلاّ لرب العالمين، مولانا صاحب الكون )
|  | قالب {{رجاوي فلسطيني (أغنية)}} مستغنى عنه. استعمل {{أبيات}} بدلا منه. |

والحرية لفلسطين ( والحرية لفلسطين )
|  | قالب {{رجاوي فلسطيني (أغنية)}} مستغنى عنه. استعمل {{أبيات}} بدلا منه. |

وإن شاء الله فالقدس الفرحة تدوم ( وإن شاء الله في القدس الفرحة تدوم )
|  | قالب {{رجاوي فلسطيني (أغنية)}} مستغنى عنه. استعمل {{أبيات}} بدلا منه. |

رجاوي فلسطيني ( رجاوي فلسطيني )
|  | قالب {{رجاوي فلسطيني (أغنية)}} مستغنى عنه. استعمل {{أبيات}} بدلا منه. |

حبيت نمشي شكون يديني ( أحبُّ أن أذهب، من يأخذ بيدي ؟ )
|  | قالب {{رجاوي فلسطيني (أغنية)}} مستغنى عنه. استعمل {{أبيات}} بدلا منه. |

رجاوي فلسطيني (رجاوي فلسطيني)
|  | قالب {{رجاوي فلسطيني (أغنية)}} مستغنى عنه. استعمل {{أبيات}} بدلا منه. |

حبيت نمشي شكون يديني  ( أحبُّ أن أذهب، من يأخذ بيدي ؟ )

## روابط خارجية
- أغنية «رجاوي فلسطيني» على يوتيوب